# Association François-Xavier Bagnoud
Pour les articles homonymes, voir FXB.
L'association François-Xavier Bagnoud (également connue sous le nom FXB International) est une ONG d'aide au développement basée en Suisse.

## Description
Créée en 1989 par Albina du Boisrouvray après la mort de son fils François-Xavier Bagnoud,,, l'ONG de lutte contre la pauvreté dans le monde est présente dans une quinzaine de pays et emploie environ 400 personnes sur le terrain. Elle se distingue d'autres organisations par son soutien à long terme.  
L'association gère essentiellement des « villages FXB », qui visent à encourager l'entrepreneuriat local, : destinés à quelque 100 familles, ces programmes offrent un capital de départ pour développer une microentreprise et un accès aux soins et à l'éducation pendant trois ans,. Le premier de ces villages est ouvert en Ouganda en 1991. De 1991 à 2016, 165 de ces programmes bénéficiant à 82 000 personnes ont été menés.  
En Suisse, l'association finance la réalisation de rêves et de camps de vacances pour les enfants malades ou victimes de graves accidents,.  
Elle crée également à Sion, en 1992, le premier centre de soins palliatifs à domicile, intégré à l'Hôpital du Valais en 2011,. Des centres similaires sont ouverts à Paris à partir de 1997,.  
Il existe également une Fondation François-Xavier-Bagnoud. Celle-ci a notamment financé la construction de plusieurs édifices, comme le FXB Building, bâtiment d’aérospatiale et d’aéronautique sur le campus de l’université de Michigan, ou encore le centre François-Xavier Bagnoud pour la santé et les droits de l’homme à l'université Harvard.     
En août 2014, une exposition photographique commandée pour les 25 ans de l'organisation (intitulée Framing Hope) est montée à Londres, à la galerie OXO, pour montrer son travail sur le terrain.    
En mai 2015, FXB publie un guide de planification de 200 pages pour son modèle FXBVillage développé avec le FXB Center for Health and Human Rights à l'Université de Harvard et approuvé par Sudhir Anand, microéconomiste du développement et professeur à l'Université de Harvard, et le lauréat du prix Nobel Amartya Sen. Il vise à aider les ONG, les gouvernements et les organisations philanthropiques à identifier et à traiter simultanément les cinq moteurs de la pauvreté, notamment les soins de santé, le logement, l'éducation, la nutrition et les activités commerciales durables,.    
L’ensemble des activités portant l’acronyme FXB ou le nom François-Xavier Bagnoud depuis 1989, sont désormais réunies en une seule entité : FXB Global.

## Statut
L'association est une organisation sans but lucratif au sens des articles 60 et suivants du code civil suisse. Elle est dotée du statut fiscal 501.C (3) aux États-Unis et est régie en France sous la loi de 1901 modifiée et possède le statut consultatif spécial auprès du Conseil économique et social des Nations unies (ECOSOC). 

## Budget
Son budget annuel est de six à huit millions de francs suisses.